# Норвегія на зимових Олімпійських іграх 1972
Норвегія на зимових Олімпійських іграх 1972 року, які проходили в японському місті Саппоро, була представлена 67 спортсменами (56 чоловіками та 11 жінками) у 8 видах спорту. Прапороносцем на церемоніях відкриття та закриття Олімпійських ігор був біатлоніст Магнар Солберг.
Норвезькі спортсмени вибороли 12 медалей, з них 2 золотих, 5 срібних та 5 бронзових. Олімпійська збірна Норвегії зайняла 7 загальнокомандне місце.

## Медалісти
| Медаль | Призери                                        | Вид спорту          | Дисципліна                    |
| ------ | ---------------------------------------------- | ------------------- | ----------------------------- |
| Золото | Магнар Солберг                                 | Біатлон             | 20 км                         |
| Золото | Пол Тюлдум                                     | Лижні гонки         | 50 км (чоловіки)              |
| Срібло | Пол Тюлдум                                     | Лижні гонки         | 30 км (чоловіки)              |
| Срібло | Магне Мюрмо                                    | Лижні гонки         | 50 км (чоловіки)              |
| Срібло | Оддвар Бро Пол Тюлдум Івар Формо Йогс Гарвікен | Лижні гонки         | 4 × 10 км естафета (чоловіки) |
| Срібло | Руар Гронвольд                                 | Ковзанярський спорт | 1500 м (чоловіки)             |
| Срібло | Руар Гронвольд                                 | Ковзанярський спорт | 5000 м (чоловіки)             |
| Бронза | Івар Формо                                     | Лижні гонки         | 15 км (чоловіки)              |
| Бронза | Йогс Гарвікен                                  | Лижні гонки         | 30 км (чоловіки)              |
| Бронза | Інгер Ауфлес Аслауг Дал Беріт Мордре Ламмедаль | Лижні гонки         | 3 × 5 км естафета (жінки)     |
| Бронза | Стен Стенсен                                   | Ковзанярський спорт | 5000 м (чоловіки)             |
| Бронза | Стен Стенсен                                   | Ковзанярський спорт | 10,000 м (чоловіки)           |

## Біатлон
Чоловіки
| Дисципліна | Спортсмен        | Час        | Пенальті | Підсумковий час | Місце |
| ---------- | ---------------- | ---------- | -------- | --------------- | ----- |
| 20 км      | Рагнар Твейтен   | 1'17:19.91 | 7        | 1'24:19.91      | 29    |
| 20 км      | Коре Говда       | 1'16:20.37 | 6        | 1'22:20.37      | 18    |
| 20 км      | Тор Свендсбергет | 1'15:26.54 | 3        | 1'18:26.54      | 8     |
| 20 км      | Магнар Солберг   | 1'13:55.50 | 2        | 1'15:55.50      | 1     |

Чоловіки, 4 x 7.5 км естафета
| Спортсмени                                               | Дистанція | Дистанція  | Дистанція |
| Спортсмени                                               | Промахи   | Час        | Місце     |
| -------------------------------------------------------- | --------- | ---------- | --------- |
| Тор Свендсбергет Коре Говда Івар Нордкілд Магнар Солберг | 7         | 1'56:24.21 | 4         |

## Гірськолижний спорт
Чоловіки
| Спортсмен       | Дисципліна         | Дистанція 1 | Дистанція 1 | Дистанція 2 | Дистанція 2 | Разом   | Разом |
| Спортсмен       | Дисципліна         | Час         | Місце       | Час         | Місце       | Час     | Місце |
| --------------- | ------------------ | ----------- | ----------- | ----------- | ----------- | ------- | ----- |
| Пейк Крістенсен | швидкісний спуск   |             |             |             |             | 1:59.71 | 36    |
| Ерік Гокер      | швидкісний спуск   |             |             |             |             | 1:53.16 | 5     |
| Отто Чуді       | гігантський слалом | 1:57.42     | 50          | DSQ         | –           | DSQ     | –     |
| Пейк Крістенсен | гігантський слалом | 1:38.27     | 33          | 1:40.42     | 17          | 3:18.69 | 23    |
| Ерік Гокер      | гігантський слалом | 1:31.70     | 1           | DNF         | –           | DNF     | –     |

Чоловіки, слалом
| Спортсмен       | Класифікація | Класифікація | Фінал | Фінал | Фінал | Фінал | Фінал | Фінал |
| Спортсмен       | Час          | Місце        | Час 1 | Місце | Час 2 | Місце | Разом | Місце |
| --------------- | ------------ | ------------ | ----- | ----- | ----- | ----- | ----- | ----- |
| Пейк Крістенсен | 1:45.36      | 2            | DSQ   | –     | –     | –     | DSQ   | –     |
| Ерік Гокер      | DSQ          | –            | DNF   | –     | –     | –     | DNF   | –     |
| Отто Чуді       | DSQ          | –            | DSQ   | –     | –     | –     | DSQ   | –     |

Жінки
| Спортсмен            | Дисципліна         | Дистанція 1 | Дистанція 1 | Дистанція 2 | Дистанція 2 | Разом   | Разом |
| Спортсмен            | Дисципліна         | Час         | Місце       | Час         | Місце       | Час     | Місце |
| -------------------- | ------------------ | ----------- | ----------- | ----------- | ----------- | ------- | ----- |
| Каріанне Крістіансен | швидкісний спуск   |             |             |             |             | 1:41.25 | 21    |
| Гюрі Соресен         | швидкісний спуск   |             |             |             |             | 1:40.77 | 17    |
| Торіл Форланд        | швидкісний спуск   |             |             |             |             | 1:40.25 | 11    |
| Гюрі Соресен         | гігантський слалом |             |             |             |             | 1:37.32 | 28    |
| Каріанне Крістіансен | гігантський слалом |             |             |             |             | 1:37.18 | 27    |
| Анне Бруслетто       | гігантський слалом |             |             |             |             | 1:34.43 | 19    |
| Торіл Форланд        | гігантський слалом |             |             |             |             | 1:34.15 | 17    |
| Гюрі Соресен         | слалом             | DSQ         | –           | –           | –           | DSQ     | –     |
| Анне Бруслетто       | слалом             | DNF         | –           | –           | –           | DNF     | –     |
| Каріанне Крістіансен | слалом             | 52.59       | 24          | DNF         | –           | DNF     | –     |
| Торіл Форланд        | слалом             | 47.75       | 10          | 48.01       | 11          | 1:35.76 | 9     |

## Ковзанярський спорт
Чоловіки
| Дисципліна | Спортсмен            | Дистанція | Дистанція |
| Дисципліна | Спортсмен            | Час       | Місце     |
| ---------- | -------------------- | --------- | --------- |
| 500 м      | Оле Христіан Іверсен | DNF       | –         |
| 500 м      | Йоган Лінд           | 41.14     | 18        |
| 500 м      | Лассе Ефскінд        | 40.60     | 12        |
| 500 м      | Пер Бйоранг          | 39.91     | 4         |
| 1500 м     | Даг Форнесс          | 2:09.52   | 13        |
| 1500 м     | Свейн-Ерік Стіансен  | 2:08.63   | 11        |
| 1500 м     | Бйорн Тветер         | 2:05.94   | 4         |
| 1500 м     | Руар Гронвольд       | 2:04.26   | 2         |
| 5000 м     | Віллі Олсен          | 7:36.47   | 5         |
| 5000 м     | Стен Стенсен         | 7:33.39   | 3         |
| 5000 м     | Руар Гронвольд       | 7:28.18   | 2         |
| 10,000 м   | Даг Форнесс          | 15:53.33  | 13        |
| 10,000 м   | Пер Віллі Геттормсен | 15:48.71  | 11        |
| 10,000 м   | Стен Стенсен         | 15:07.88  | 3         |

Жінки
| Дисципліна | Спортсмен              | Дистанція | Дистанція |
| Дисципліна | Спортсмен              | Час       | Місце     |
| ---------- | ---------------------- | --------- | --------- |
| 500 м      | Лізбет Корсмо-Берг     | 46.33     | 19        |
| 500 м      | Кірсті Бєрманн         | 46.18     | 17        |
| 500 м      | Зігрід Сундбі-Дюбедаль | 45.70     | 11        |
| 1000 м     | Кірсті Бєрманн         | 1:35.76   | 23        |
| 1000 м     | Лізбет Корсмо-Берг     | 1:35.56   | 22        |
| 1000 м     | Зігрід Сундбі-Дюбедаль | 1:33.13   | 9         |
| 1500 м     | Кірсті Бєрманн         | 2:29.94   | 23        |
| 1500 м     | Лізбет Корсмо-Берг     | 2:28.36   | 19        |
| 1500 м     | Зігрід Сундбі-Дюбедаль | 2:24.07   | 8         |
| 3000 м     | Кірсті Бєрманн         | 5:26.21   | 20        |
| 3000 м     | Зігрід Сундбі-Дюбедаль | 5:07.76   | 10        |

## Лижне двоборство
Дисципліни:
- нормальний трамплін
- лижні гонки, 15 км

| Спортсмен      | Дисципліна    | Стрибки з трампліна | Стрибки з трампліна | Стрибки з трампліна | Стрибки з трампліна | Лижні гонки | Лижні гонки | Лижні гонки | Разом   | Разом |
| Спортсмен      | Дисципліна    | Відстань 1          | Відстань 2          | Бали                | Місце               | Час         | Бали        | Місце       | Бали    | Місце |
| -------------- | ------------- | ------------------- | ------------------- | ------------------- | ------------------- | ----------- | ----------- | ----------- | ------- | ----- |
| Г'єрт Андерсен | індивідуальні | 67.0                | 71.5                | 173.3               | 23                  | 52:04.8     | 187.015     | 26          | 360.315 | 23    |
| Геннінг Вейд   | індивідуальні | 71.0                | 74.0                | 181.3               | 15                  | 51:58.1     | 188.020     | 25          | 369.320 | 19    |
| К'єль Освестад | індивідуальні | 71.0                | 74.0                | 183.1               | 13                  | 51:36.2     | 191.305     | 23          | 374.405 | 14    |
| Коре Олав Берг | індивідуальні | 72.5                | 73.0                | 180.4               | 16                  | 50:08.9     | 204.400     | 7           | 384.800 | 8     |

## Лижні гонки
Чоловіки
| Дисципліна | Спортсмен        | Відстань   | Відстань |
| Дисципліна | Спортсмен        | Час        | Місце    |
| ---------- | ---------------- | ---------- | -------- |
| 15 км      | Магне Мюрмо      | 47:02.55   | 19       |
| 15 км      | Йогс Гарвікен    | 46:46.36   | 15       |
| 15 км      | Оддвар Бро       | 46:25.88   | 9        |
| 15 км      | Івар Формо       | 46:02.68   | 3        |
| 30 км      | Оле Елєфсетер    | 1'44:25.21 | 31       |
| 30 км      | Магне Мюрмо      | 1'42:23.40 | 21       |
| 30 км      | Йогс Гарвікен    | 1'37:32.44 | 3        |
| 30 км      | Пол Тюлдум       | 1'37:25.30 | 2        |
| 50 км      | Оле Елєфсетер    | 2'46:46.94 | 10       |
| 50 км      | Рейдар Г'єрмстад | 2'44:14.51 | 4        |
| 50 км      | Магне Мюрмо      | 2'43:29.45 | 2        |
| 50 км      | Пол Тюлдум       | 2'43:14.75 | 1        |

Чоловіки, 4 × 10 км естафета
| Спортсмени                                     | Відстань   | Відстань |
| Спортсмени                                     | Час        | Місце    |
| ---------------------------------------------- | ---------- | -------- |
| Оддвар Бро Пол Тюлдум Івар Формо Йогс Гарвікен | 2'04:57.06 | 2        |

Жінки
| Дисципліна | Спортсмен              | Відстань | Відстань |
| Дисципліна | Спортсмен              | Час      | Місце    |
| ---------- | ---------------------- | -------- | -------- |
| 5 км       | Катаріна Мо-Берге      | 17:49.06 | 17       |
| 5 км       | Інгер Ауфлес           | 17:33.14 | 12       |
| 5 км       | Аслауг Дал             | 17:17.49 | 8        |
| 5 км       | Беріт Мордре-Ламмедаль | 17:16.79 | 7        |
| 10 км      | Катаріна Мо-Берге      | 37:33.16 | 29       |
| 10 км      | Беріт Мордре-Ламмедаль | 36:29.43 | 14       |
| 10 км      | Інгер Ауфлес           | 36:07.08 | 12       |
| 10 км      | Аслауг Дал             | 35:18.84 | 6        |

Жінки, 3 × 5 км естафета
| Спортсмени                                     | Відстань | Відстань |
| Спортсмени                                     | Час      | Місце    |
| ---------------------------------------------- | -------- | -------- |
| Інгер Ауфлес Аслауг Дал Беріт Мордре-Ламмедаль | 49:51.49 | 3        |

## Санний спорт
Чоловіки, одниночні
| Спортсмен      | Спуск 1 | Спуск 1 | Спуск 2 | Спуск 2 | Спуск 3 | Спуск 3 | Спуск 4 | Спуск 4 | Разом   | Разом |
| Спортсмен      | Час     | Місце   | Час     | Місце   | Час     | Місце   | Час     | Місце   | Час     | Місце |
| -------------- | ------- | ------- | ------- | ------- | ------- | ------- | ------- | ------- | ------- | ----- |
| Стефен Сіндінг | 54.98   | 27      | 54.05   | 19      | 53.19   | 20      | 53.19   | 19      | 3:35.41 | 22    |
| Бйорн Дюрдал   | 54.73   | 25      | 55.13   | 31      | 54.67   | 36      | 53.52   | 24      | 3:38.05 | 30    |
| Христіан Стром | 53.79   | 13      | 53.68   | 16      | 52.46   | 12      | 53.08   | 17      | 3:33.01 | 14    |

Чоловіки, двійки
| Спортсмени                    | Спуск 1 | Спуск 1 | Спуск 2 | Спуск 2 | Разом   | Разом |
| Спортсмени                    | Час     | Місце   | Час     | Місце   | Час     | Місце |
| ----------------------------- | ------- | ------- | ------- | ------- | ------- | ----- |
| Христіан Стром Стефен Сіндінг | 45.81   | 14      | 46.25   | 16      | 1:32.06 | 14    |

## Стрибки з трампліна
| Спортсмен         | Дисципліна          | Стрибок 1 | Стрибок 1 | Стрибок 2 | Стрибок 2 | Разом | Разом |
| Спортсмен         | Дисципліна          | Відстань  | Бали      | Відстань  | Бали      | Бали  | Місце |
| ----------------- | ------------------- | --------- | --------- | --------- | --------- | ----- | ----- |
| Йо Інге Бйорнебю  | нормальний трамплін | 68.5      | 90.3      | 67.0      | 83.9      | 174.2 | 51    |
| Нільс-Пер Скарсет | нормальний трамплін | 73.5      | 101.3     | 71.0      | 96.3      | 197.6 | 33    |
| Інгольф Морк      | нормальний трамплін | 78.0      | 112.0     | 78.0      | 113.5     | 225.5 | 4     |
| Фрітйоф Прюдз     | нормальний трамплін | 80.0      | 114.2     | 74.0      | 103.6     | 217.8 | 11    |
| Йо Інге Бйорнебю  | великий трамплін    | 85.5      | 86.7      | 81.5      | 81.1      | 167.8 | 34    |
| Фрітйоф Прюдз     | великий трамплін    | 85.0      | 89.0      | 95.5      | 105.7     | 194.7 | 15    |
| Інгольф Морк      | великий трамплін    | 89.0      | 95.6      | 83.0      | 77.7      | 173.3 | 28    |
| Бйорн Віркола     | великий трамплін    | 93.0      | 97.7      | 74.5      | 64.8      | 162.5 | 37    |

## Хокей
|  | Склад команди Коре Естенсен Торе Волберг Ейвінд Берг Ян Кіндер Свейн Норман Гансен Тер'є Стеен Біргер Янсен Тор Мартінсен Том Роюмарк Том Крістенсен Стейнар Бйолбакк Свейн Гогенсен Рой Янсен Бйорн Йогансен Мортен Сетеренг Тер'є Тоен Бйорн Андреассен Арне Міккелсен |

Попередній раунд
Переможець проходить у фінальний раунд, програвший змагається за 7-11 місця
| Команда 1 | Рахунок | Команда 2 |
| --------- | ------- | --------- |
| Фінляндія | 13–1    | Норвегія  |

Утішний раунд
Турнірна таблиця
| Місце | Команда   | Ігри | Пер | Пор | Ніч | ЗШ | ПШ | Очки |
| ----- | --------- | ---- | --- | --- | --- | -- | -- | ---- |
| 7     | ФРН       | 4    | 3   | 1   | 0   | 22 | 10 | 6    |
| 8     | Норвегія  | 4    | 3   | 1   | 0   | 16 | 14 | 6    |
| 9     | Японія    | 4    | 2   | 1   | 1   | 17 | 16 | 5    |
| 10    | Швейцарія | 4    | 0   | 2   | 2   | 9  | 16 | 2    |
| 11    | Югославія | 4    | 0   | 3   | 1   | 9  | 17 | 1    |

Результати матчів
| Дата       | Команда  | Рахунок | Команда   |
| ---------- | -------- | ------- | --------- |
| 06.02.1972 | Норвегія | 5 : 2   | Югославія |
| 09.02.1972 | ФРН      | 5 : 1   | Норвегія  |
| 10.02.1972 | Японія   | 4 : 5   | Норвегія  |
| 12.02.1972 | Норвегія | 5 : 3   | Швейцарія |